# Joinville Gladiators
A Associação Gladiators de Futebol Americano é uma equipe de futebol americano sediada em Joinville, Santa Catarina, fundada em novembro de 2008 foi uma das pioneiras no cenário regional e estadual. 
Equipe Full Pads
- Primeiros anos

Logo com sua fundação, a equipe então formada por ex-atletas do Joinville Panzers e recrutas afiliou-se à Federação Catarinense de Futebol Americano. Após de seis meses com discussão quanto a nome da equipe, sede, cores e lema, ficou decidido que o time não teria sede própria, defendendo as cores amarela e preta, inspiradas no Pittsburgh Steelers da NFL - que assim como o Gladiators, defende em seu nome uma cidade de trabalhadores de metalúrgicas. Já em 2009 a equipe participou e conquistou o IV SC Bowl, tornando-se campeã do Campeonato Catarinense de Futebol Americano. Renovados com o triunfo, a equipe visou expandir seu elenco e portanto a sua expressão nacional, culminando no bicampeonato em 2010 e tricampeonato em 2011.  
Dessa forma, com três anos de história o Joinville Gladiators tornou-se o maior campeão de SC Bowls - recorde que só foi perdido em 2018 quando a equipe do Timbó Rex conquistou o tetracampeonato. No ano de seu tricampeonato a equipe mirou horizontes maiores, lançando-se para seu primeiro torneio nacional, o Torneio Touchdown 2009  . Nesse a equipe não alcançou seus objetivos e acabou a temporada com 1 vitória e 3 derrotas. Não abatidos pelos desfaios enfrentados no campeonato nacional, o Glads inscreveu-se para o torneio Bruiser Kickoff que teria sua final disputada em 18 de abril de 2010. O campeonato disputado em Timbó,SC teve transmissão ao Vivo pela finada MidTv BR e contou com o tricolor joinvilense sagrando-se campeão. Essa vitória foi essencial para a logística do time, visto que esse campeonato teve como premiação 11 Shoulder pads (equipamentos de proteção para o tórax, costelas e clavículas). Com o diversos triunfos dentro e fora de campo, em 2011 o Glads buscou novamente uma maior participação no cenário nacional, dessa vez participando da Liga Brasileira de Futebol Americano. Com ótima fase de grupo o Glads tornou-se o finalista da divisão Sul, sendo eliminada na semi-final, terminando em 4º lugar geral. Em 2012 a equipe repetiu o feito de finalista da divisão Sul e dessa vez ficou como 3º lugar geral. 
- Período de reconstrução

Depois de ter quase 70 atletas, alguns desses vindo de outras cidades para treinar no time, a equipe do Gladiators passou por um período conturbado. Em 2013 após mudanças em sua diretoria e comissão técnica, a equipe focou em um ano de treinamentos e clínicas para evolução da equipe. Neste período a equipe contou com um plantel de 30 atletas e portanto não participou do campeonato catarinense e nem nacional. 
Todavia, esse ano de trabalho de bastidores rendeu frutos em 2014. Após rumores de uma possível parceria com o Joinville Esporte Clube, a equipe trocou suas cores para preto, branco e vermelho, o que atraiu novos jogadores para o time, aumentando o plantel de atletas para 70, contando com uma maioria de novatos e alguns veteranos. Essa mistura de atletas e esforço coletivo concedeu ao time um bom campeonato estadual, tendo a segunda melhora campanha e chegando a final do Campeonato Catarinense - SC Bowl IX. Nessa oportunidade o time enfrentou o então campeão São José Istepos em São João Batista, primeiro jogo em território neutro, seguindo os moldes da NFL. Infelizmente a equipe tricolor sucumbiu e foi vice-campeão do campeonato. Em 2015 a equipe ainda conseguiu resultados favoráveis, chegando as semi-finais do campeonato estadual porém sucumbindo em 4º lugar. Após um excelente começo a equipe entrou em seu segundo período de dificuldades devido a problemas internos de gestão e a baixa adesão de atletas. 
- Expectativa para o futuro

Após a posse da atual gestão, a diretoria e o time mudou de rumo, visando o desenvolvimento do time ao longo dos anos por meio da profissionalização da comissão técnica e incentivo a modalidade de base. Logo no início da atual gestão a associação fechou parceira com novas empresas, como a Burger4Fun, Centro Universitário Católica, Fisiothera, entre outros. Com isso a equipe conseguiu reestabelecer um plantel de atletas mais saudável e também custeou seu primeiro técnico profissional, o americano Michael "Seans" Slack, ex-jogador de futebol americano universitário pela University of Central Florida (UCF). Em 2020 a equipe preparava-se para colher os frutos dos treinos de final de 2019 e início de 2020 sob a nova comissão técnica, tendo o primeiro jogo do catarinense fora de casa. Na primeira semana de março de 2020 o tricolor jogou o único jogo daquele ano, que teria todos os campeonatos interrompidos devido a pandemia de SARS-CoV-2. 
Como a forma de transmissão de vírus era por meio de partículas em suspensão e contato direto a gestão do time optou por cessar as atividades em campo antes mesmo das determinações de saúde. As repercussões da pandemia na saúde física, mental e financeira de muitas famílias e empresas causou uma nova redução do plantel da equipe, assim como a perda de alguns apoiadores e patrocinadores. Em meados de 2022  firmou parceira com o Joinville Esporte Clube, tornando-se JEC Gladiators, traçando como objetivo a participação em um campeonato nacional. Devido a desestruturação da Confederação Catarinense de Futebol Americano (CBFA) não haveria campeonato regional, forçando a equipe a participar somente no segundo semestre da Liga BFA. Nessa a equipe teve sua primeira vitória depois de anos de disputas dentro e fora de campo, dessa vez contra a equipe de São José, PR. Nesse campeonato a equipe lutou pela classificação aos playoffs até o último jogo, porém acabou derrotado e eliminado do campeonato pelo Istepos FA.
No ano seguinte o JEC Gladiators iniciou um plano de desenvolvimento que visava a retomada do seu projeto de Flag Football, assim como a aquisição e construção de uma sede. Como a CBFA ainda não havia retomado suas atividades, a equipe usou os seis primeiros meses do ano para criar um elenco passível de competição no Brasileirão de FA, competição chancelada pela Conferência Brasileira de Futebol Americano, órgão credenciado à IFAF. Nesse ano a equipe não conseguiu repetir os resultados prévios e em virtude de situações climáticas teve um de seus jogos cancelados. 
Em 2024 a Associação Gladiators de Futebol Americano e o Joinville Esporte Clube encerraram sua parceira de marketing em virtude da recuperação judicial que a equipe de futebol se encontra.  
Flag Football
- Gladiators Flag Football

Com o intuito de criar um meio sustentável de desenvolvimento de atletas e promoção do bem-estar físico e mental de jovens, a Associação Gladiators de Futebol Americano estudou a abertura de uma categoria de base para o time full pads, sendo essa o Flag Football. Invés de usar ombreiras e capacete, as crianças entre a partir dos 12 anos de idade usam duas fitas na altura da cintura.  
Em meados de 2016 o Glads criou o Little Glads, que teria um Head Coach com o intuito de desenvolver atletas para o time principal. Isso fez com que o Glads fosse um dos pioneiros no cenário catarinense, tendo uma equipe de base com jovens entre  entre 12 e 18 anos. Os primeiros anos da categoria foram focados no desenvolvimento de técnica, valores morais, éticos e de cidadania por meio de treinos semanais lúdicos e com dinâmicas de equipe. A falta de jogos da categoria de base se deve a baixa adesão dos times catarinenses no desenvolvimento de categorias de base no momento.  
Com o crescimento da modalidade no cenário nacional e internacional a equipe chegou a um plantel de 20 jovens atletas de Joinville e região. Em 2019 a equipe participou do Torneio Flag Cup Sixteen - etapa Sul, disputada em Joinville,SC. O torneio contou com seis equipes, sendo o Little Glads a equipe que mais pontuou durante o torneio, ficando no 2º lugar geral.   
O ano de 2020 e 2021 foi decisivo para o seguimento do projeto, visto que a pandemia de COVID-19 impediu a realização de treinos coletivos. Essa parada momentânea, agregada a crescente valorização do Flag Football - agora reconhecido como esporte olímpico - fez com que o time mudasse os moldes da categoria. Em 2023 a associação retomou os treinos da modalidade Flag Football, porém dessa vez com o nome Gladiators Flag Football, focado no desenvolvimento de atletas da modalidade que tenham no mínimo 16 anos.   
- Flag Football feminino

Em conjunto com a criação do Little Glads a associação tomou a iniciativa de criar um dos primeiros times de Flag Football feminino do Sul, sendo esse composto de mulheres a partir dos 16 anos. A criação da equipe partiu de uma ideia das meninas envolvidas com a equipe, que sempre gostavam do esporte porém não poderiam competir na modalidade full pads. A equipe de Flag feminino era treinada pelo mesmo técnico do Little Glads, porém por ausência de times próximos a equipe acabou se dissolvendo por falta de atletas.   
Atualmente a associação estuda a possibilidade de reabrir a modalidade, visando o desenvolvimento de atletas que possam defender o Brasil nas olimpíadas.   

## Títulos
SC Bowl: 2009, 2010, 2011 
 Torneio Bruiser Kickoff: 2010